# Odón Poilechien
Odón Poilechien (en francés: Eudes Poilechien; fallecido después de 1286) fue el gobernador francés del rey Carlos de Anjou en el Reino de Jerusalén.

## Biografía
Odón era un noble francés y sobrino del papa Martín IV.
Odón llegó a la ciudad de Acre en 1277, con el séquito del bailío Roger de San Severino, y recibió el cargo de senescal. En Acre asumió el mando del regimiento francés, que apoyaba la pretensión del rey Carlos de Anjou por la corona del Reino de Jerusalén. Sin embargo, las dos baronías restantes del reino, Tiro y Beirut, no se sometieron al gobierno de Carlos, ya que estas reconocían como rey de Jerusalén a Hugo III de Chipre. El régimen de Roger de San Severino solo se mantenía gracias al apoyo de los caballeros templarios y los venecianos. A finales de 1277, Odón se casó con Lucía de Chenechy, viuda del barón Balián de Arsuf.
Después del estallido de las Vísperas sicilianas, Roger de San Severino recibió la orden de regresar a Sicilia a fines de 1282 y Odón asumió el cargo de gobernar en Acre. En 1283 recibió una oferta del sultán Qalawun para extender el armisticio de 1273 por diez años más.  Aceptó esto, pero hizo que la Comuna de Acre y los templarios firmaran el contrato. El tratado confirmó la propiedad cristiana de la tierra desde el Monte Carmelo hasta la frontera con Tiro, incluidas las fortalezas templarias de Pèlerin y Sidón, así como el libre acceso para los peregrinos cristianos en Nazaret. Tiro y Beirut fueron excluidos del tratado, pero sus amos concluyeron acuerdos separados con el sultán.
Al año siguiente, el rey Hugo III intentó recuperar Acre, pero sus vasallos chipriotas lo apoyaron inadecuadamente y murió en Tiro en marzo de 1284. En 1285 murió Carlos de Anjou y su hijo Carlos II lo sucedió como rey de Sicilia y Jerusalén. Sin embargo, el colapso del poder angevino en Italia también llegó a Acre. El rey Enrique II de Chipre, hijo de Hugo III, desembarcó sin obstáculos frente a la ciudad el 4 de junio de 1286, y después de que la orden templaria también se desligara de los Anjou, Odón se refugió con el regimiento francés en el fuerte de la ciudad. Antes de que hubiera una pelea, pudo ser convencido por los grandes maestres de los templarios, hospitalarios y teutónicos para que se rindiera y se retirara a Italia. Esto puso fin al gobierno de los Anjou en Tierra Santa.